# 11716 Amahartman
A 11716 Amahartman (ideiglenes jelöléssel 1998 HY79) a Naprendszer kisbolygóövében található aszteroida. A LINEAR projekt keretében fedezték fel 1998. április 21-én.